# Лауреаты премии Ленинского комсомола за большие достижения в педагогической деятельности

## 1985
1. Гуляева, Валентина Ивановна, зам. директора по УВР ср. школы № 3 Калача-на-Дону Волгоградской области; Инасаридзе, Майя Георгиевна, учитель грузинского языка и литературы ср. школы № 123 Тбилиси; Марченко, Александра Ефимовна, организатор внеклассной и внешкольной воспитательной работы ср. школы № 5 Калининского района Краснодарского края; Орехов Александр Павлович, учитель физики ср. школы № 362 Куйбышевского района Москвы; Серебрякова, Валентина Ивановна, учитель русского языка и литературы Троицкой ср. школы Ковылкинского района Мордовской АССР, — за большие достижения в педагогической деятельности и коммунистическом воспитании учащихся
2. Валдмаа, Сулев Феликсович, директор Куусалукской ср. школы Харьюского района ЭССР; Ветошкин, Владимир Васильевич, директор Коневской ср. школы Невьянского района Свердловской области; Чернякова, Галина Михайловна, директор Ленинградского Дворца пионеров имени А. А. Жданова; Юсупов, Виталий Зуфарович, директор Комсомольской ср. школы Котельничского района Кировской области, — за большие заслуги в педагогической деятельности, умелое руководство работой педагогических коллективов по развитию инициативы и самодеятельности пионеров и комсомольцев
3. Кузьмина, Ольга Георгиевна, ст. пионерская вожатая ср. школы № 48 Томска; Стяпонавичене, Виргиния Альфонсовна, ст. пионерская вожатая Кужяйской 8-летней школы Шяуляйского района Литовской ССР; Тургумбаева, Жанат Мендыбаевна, ст. пионерская вожатая ср. школы № 15 Целинограда КССР; Черепушкина, Людмила Вадимовна, ст. пионерская вожатая Ворошиловской ср. школы Можайского района Московской области; Яковлев, Алексей Дмитриевич, ст. пионерский вожатый Едейской ср. школы Намского района Якутской АССР, — за большие успехи в коммунистическом воспитании юных ленинцев
4. Баранов, Николай Петрович, ст. мастер СПТУ № 8 Рязани; Гаврицкий, Антон Степанович, мастер СПТУ № 64 Гродно БССР; Замуленко, Татьяна Ильинична, преподаватель истории СПТУ № 11 Керчи Крымской области УССР; Ликарчук, Игорь Леонидович, директор Богуславского СПТУ № 7 Киевской области УССР; Мугурян, Иван Михайлович, преподаватель спецдисциплин Каларашского СПТУ № 58 МССР; Якутов, Валерий Леонович, мастер СПТУ № 8 Павлодара КССР, — за большую работу по подготовке и воспитанию достойного пополнения рабочего класса и колхозного крестьянства
5. Рязанов, Вячеслав Павлович, директор Татановского детского дома Октябрьского района Тамбова; Соколова, Фаина Андреевна, директор Яснополянского детского дома Щёкинского района Тульской области; Хлебушкина, Антонина Павловна, директор детского дома Министерства строительства УзССР, — за большие успехи в коммунистическом воспитании подрастающего поколения

## 1986
1. Логунов, Вячеслав Иванович, учитель физической культуры 8-летней школы № 27 Сызрани Куйбышевской области, — за большие достижения в педагогической деятельности, коммунистическом воспитании учащихся, развития физической культуры и спорта
2. Бардашев, Григорий Константинович, учитель трудового обучения ср. школы № 3 Таганрога Ростовской области; Горшков, Александр Константинович, директор Чугуновской ср. школы Воротынского района Горьковской области; Грудинский, Николай Владимирович, директор Дулебской 8-летней школы Березинского района Минской области БССР; Караковский, Владимир Абрамович, директор и научный руководитель школы-лаборатории № 825 Волгоградского района Москвы; Кулинич, Галина Ярославовна, организатор внеклассной и внешкольной воспитательной работы ср. школы № 51 Львова; Санжиев, Нима Жамбалович, директор Сутойской 8-летней школы Селенгинского района Бурятской АССР, — за большие заслуги в педагогической деятельности, значительные достижения в работе по развитию инициативы, самодеятельности, творчества пионеров и комсомольцев
3. Навроцкий, Валентин Петрович, преподаватель физического воспитания СПТУ № 33 Одессы; Бухалов, Геннадий Александрович, мастер производственного обучения СПТУ № 15 Новочебоксарска Чувашской АССР; Градило, Сергей Николаевич, воспитатель ВТК (Ростовская область); Каджая, Омари Амиранович, ст. воспитатель ВТК (Белгородская область); Чувашова, Нина Вячеславовна, директор детского дома № 53 Ленинграда, — за большие успехи в воспитательной работе, подготовке учащейся молодёжи к жизни и труду
4. ДДЖД; Малый ХТИ при КХТИ имени С. М. Кирова; Клуб юных геологов Армении «Обсидиан»; Новгородский клуб юных моряков; Отряд разведчиков военной славы СПТУ № 56 имени П. Я. Головачёва Гомеля БССР; Школа молодого медика при РМИ, — за большие достижения в работе по коммунистическому воспитанию, профессиональной ориентации, развитию творческих способностей учащейся молодёжи
5. Адилова, Светлана Тлепбергеновна, ст. пионерская вожатая ср. школы № 7 Уральска КССР; Бубернак, Степан Иванович, ст. пионерский вожатый Ягольницкой ср. школы Чортковского района Тернопольской области УССР; Быльева, Виктория Александровна, ст. пионерская вожатая Добруньского района Брянской области; Косован, Валентитна Васильевна, ст. пионерская вожатая Гординештской ср. школы Единецкого района МССР; Михайлова, Раиса Георгиевна, ст. пионерская вожатая Красногорской ср. школы Звениговского района Марийской АССР, — за большие заслуги в коммунистическом воспитании юных ленинцев

## 1989
1. Арзуманов С. Г., учитель ср. школы № 71 Ташкента; Морозов, Ю. А., организатор внеклассной и внешкольной воспитательной работы ср. школы № 24 Подольска Московской области; Пузанков, Ю. В., директор Бужаровской ср. школы Московской области; Тлехас, М. И., организатор внеклассной и внешкольной воспитательной работы Пчегатлукайской ср. школы № 3 Теучежского района Адыгейской АО Краснодарского края; Самойлов, С. Н., директор детского № 1 имени Подгорбунского Читы, — за большие достижения в педагогической деятельности, коммунистическое воспитание учащихся, в работе по развитию инициативы, самодеятельности, творчества пионеров и комсомольцев
2. Горланова Е. В., зам. директора по учебно-воспитательной работе ср. школы № 43 ВТК (Новосибирская область); Демченко А. А., воспитатель Мелитопольской ВТК (Запорожская область УССР), — за большие успехи в воспитательной работе, подготовке подростков к жизни и труду
3. Юносов, Ф., н. с. кафедры физики кристаллов физического факультета МГУ имени М. В. Ломоносова; Кротов, С. С., доцент кафедры общей физики для естественных факультетов физического факультета МГУ имени М. В. Ломоносова; Рожков, М. И., зав. лабораторией временных ученических коллективов НИИ профтехпедагтогики АПН СССР, — за большие достижения в деле воспитания, развития творческих способностей и интеллектуальных возможностей учащейся молодёжи
4. Мастерова Е.В., ст. пионерская вожатая ср. школы № 9 Волгограда; Фомичёва В.В., ст. пионерская вожатая ср. школы № 45 Горького; Тягилева Елена Васильевна, методист Камчатского областного Дворца пионеров и школьников, — за большие достижения в работе по коммунистическому воспитанию юных ленинцев
5. Юношеский морской военно-спортивный лагерь «Варяг» ГПО «Братскгэсстрой», Братск (Иркутская область), руководитель Юсфин Ф. П.; малый математический факультет ЛГУ, руководители Итенберг И. В., Абакумов Е. В.; экспериментальный передвижной обучающий вычислительный класс (Горьковская область), руководители Тутаринов Ю. Н., Чиняев, А. А.; Ереванский республиканский молодёжный радиоклуб, руководитель Товмасян Л., — за большие достижения в работе по коммунистичесмкому воспитанию, профессиональной ориентации, развитию творческих способностей учащейся молодёжи